# Eishockey-Landesliga Bayern 1995/96
Die Eishockey-Landesliga Bayern 1995/96 wurde unter dem Dach des Bayerischen Eissportverbandes (BEV) organisiert und war nach der Bayernliga eine der fünfthöchsten Spielklassen im deutschen Eishockey.

## Saisonverlauf
Die Eishockey-Landesliga 1995/96 war die 48. Ausspielung dieser Liga. Meister und Aufsteiger wurde der EV Dingolfing. Die nachfolgenden Platzierungen belegten der ESV Bayreuth und EHC Memmingen, die ebenfalls Aufstiegsrecht erhielten. 

### Modus
In der Saison 1995/96 wurde mit 26 Mannschaften in vier Vorrundengruppen eine Einfachrunde gespielt. Nach der Vorrunde qualifizierten sich die Gruppensieger  für die Meister- und Aufstiegsrunde. Die Plätze eins bis drei waren Aufsteiger in die Bayernliga 1996/97.

## Teilnehmer
Nicht mehr dabei waren die Auf- und Absteiger der Vorsaison. Neu hinzukamen die Absteiger aus der Bayernliga und der EV Dingolfing, der in der 2. Liga Süd 1994/95 disqualifiziert wurde. Dazu noch die Aufsteiger aus der Bezirksliga.

### Hauptrunde
| Gruppe 1 (Nord) | Gruppe 2 (Ost) | Gruppe 3 (Süd) | Gruppe 4 (West)                                                                    |
| --- | --- | --- | ---------------------------------------------------------------------------------- |
|  1. ESV Bayreuth (N) - 2. Höchstadter EC - 3. EHC Mitterteich (N) - 4. ESV Würzburg - 5. EC Erkersreuth - 6. USG Chemnitz (R) |  1. EV Dingolfing (A) - 2 ERC Regen (A) - 3 ESC Munich (N) - 4 ESV Waldkirchen - 5 EV Bruckberg - 6 ESV Gebensbach - 7 Wanderers Germering 1b (N) - 8 TSV Erding 1b |  1. MTV Dießen - 2 ESV Bad Bayersoien - 3 SV Gendorf (A) - 4 EC Schwaig - 5 ESC Holzkirchen - 6 EHC Bad Aibling (A) - 7 EV Mittenwald - 8 TSV Schliersee |  1. EHC Memmingen (N) - 2. Augsburger EV 1b (N) - 3. EV Lindau - 4. VfL Denklingen |

(A) = Absteiger aus der Bayernliga, (N) = Neu in der Liga, (R) = Rückzug  Gruppensieger

### Meister- und Aufstiegsrunde
|    | Mannschaft    | Spiele | Tore  | Diff. | Punkte |
| -- | ------------- | ------ | ----- | ----- | ------ |
| 1. | EV Dingolfing | 6      | 38:17 | +21   | 10     |
| 2. | ESV Bayreuth  | 6      | 43:25 | +17   | 9      |
| 3. | EHC Memmingen | 6      | 30:24 | 0     | 5      |
| 4. | MTV Dießen    | 6      | 14:59 | −17   | 0      |

 BLL-Meister und Aufsteiger  Aufsteiger, (N) = Neu in der Liga